# Nelly Vuksic
Nelly Vuksic (sinh ngày 19 tháng 8 năm 1938) là một nhạc trưởng và ca sĩ người Argentina. Bà đã làm việc với nhiều nhóm khác nhau theo nhiều phong cách và đã phát hành album với Americas Vocal Ensemble. Ngoài việc biểu diễn và chỉ huy dàn nhạc, bà cũng đã dạy nhạc tại một số cơ sở như Trường Âm nhạc Bloomingdale, Trường học tư thục Friends Seminary và Đại học Columbia.

## Tiểu sử
Nelly Perez Trevisan de Vuksic sinh tại Totoras, Santa Fe, Argentina, vào ngày 19 tháng 8 năm 1938 và là con của Emilio và Lydia Perez. Gia đình bà nổi tiếng trong thị trấn vì bà của bà là giáo viên dạy học tại trường đầu tiên và ông của bà đã sở hữu cửa hàng tổng hợp lớn nhất trong thị trấn. Gia đình bà không được sung túc vì dù cha bà tiếp tục điều hành cửa hàng, nó không còn có lãi như trước đây nữa. Vuksic học ở trường tư của bà ngoại cho đến khi lên tám tuổi thì chuyển sang hệ thống trường công lập. Gia đình bà rất thích âm nhạc, và bà sẽ hát cùng với họ và cả tại Nhà thờ Công giáo mà bà đã tham dự. Tại nhà thờ, bà được các nữ tu huấn luyện làm sao không những để hát hòa hợp trong một nhóm mà còn hát được trong một bình ca Gregoriano.